# Zovencedo
Zovencedo é uma comuna italiana da região do Vêneto, província de Vicenza, com cerca de 866 habitantes. Estende-se por uma área de 9 km², tendo uma densidade populacional de 96 hab/km². Faz fronteira com Arcugnano, Barbarano Vicentino, Brendola, Grancona, Villaga.

## Demografia
| Variação demográfica do município entre 1861 e 2011                               |
|                                                                                   |
| Fonte: Istituto Nazionale di Statistica (ISTAT) - Elaboração gráfica da Wikipedia |